# La Foncalada

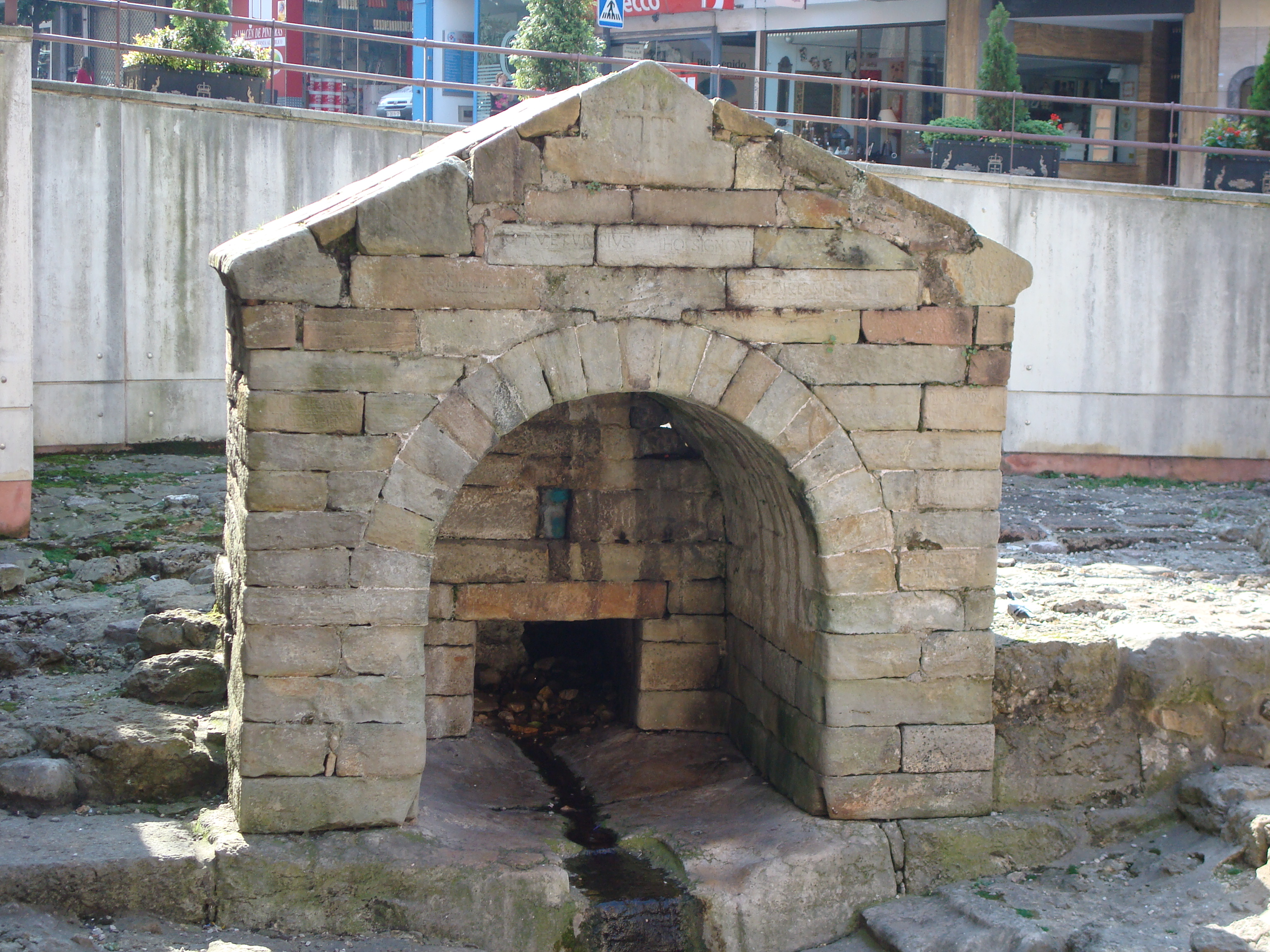
La Foncalada

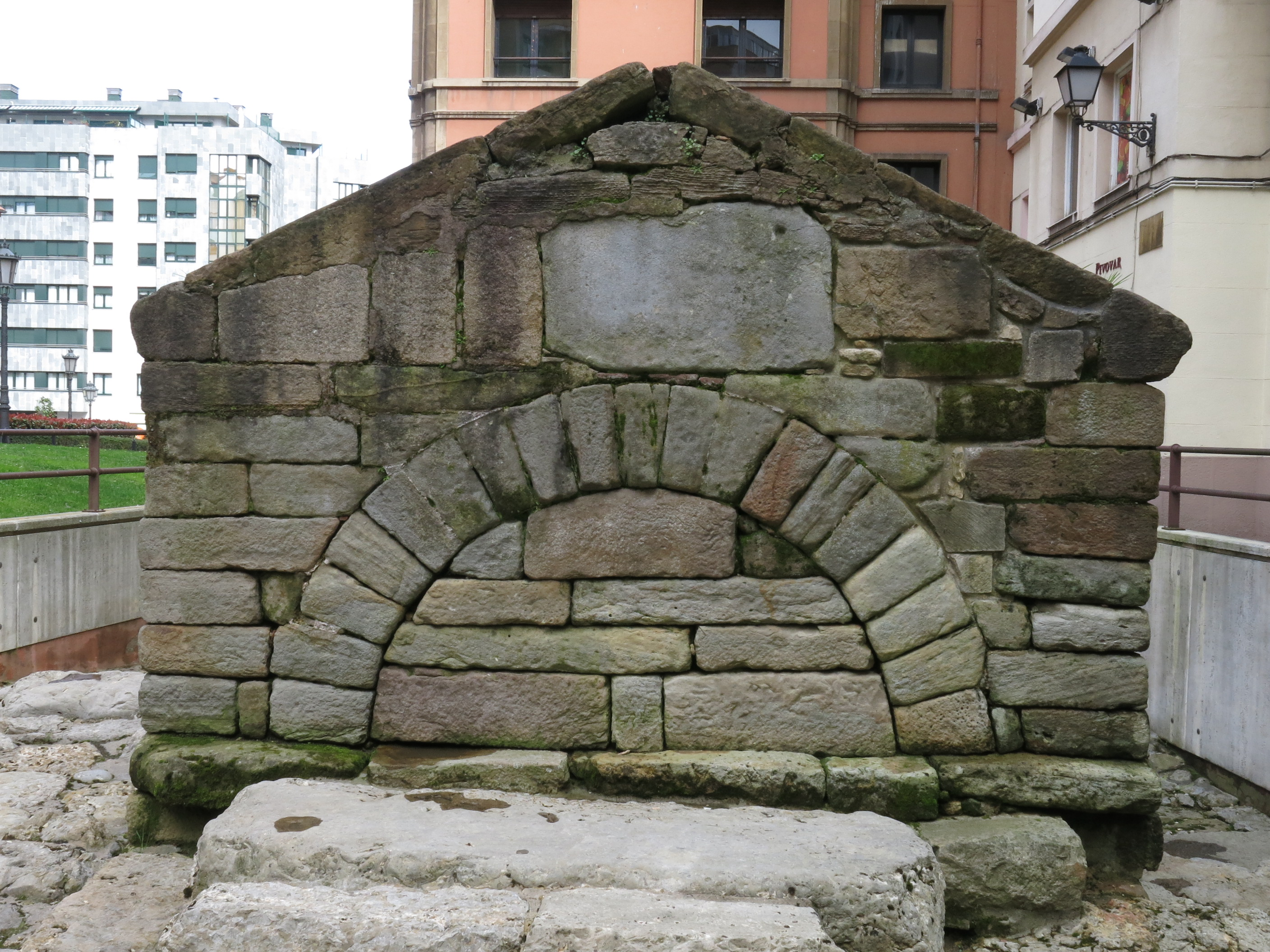
La Foncalada

La Foncalada ist ein präromanisches Brunnenhaus in Oviedo, der Hauptstadt der Autonomen Gemeinschaft Asturien im Nordwesten Spaniens. Im Jahr 1998 wurde das Bauwerk zusammen mit der Cámara Santa der Kathedrale San Salvador von Oviedo und der Kirche San Julián de los Prados in die Liste der UNESCO-Kulturdenkmäler aufgenommen und gehört seitdem als einziger Profanbau zu den bereits seit 1985 zum UNESCO-Welterbe zählenden Monumentos de Oviedo y del Reino de Asturias (Monumente von Oviedo und des Königreiches Asturien) wie die ehemalige Palastaula Santa María del Naranco, die ehemalige Palastkapelle San Miguel de Lillo und die Kirche Santa Cristina de Lena.

## Geschichte
Das Gebäude wurde ungefähr 400 Meter von der Kathedrale entfernt, neben einer Römerstraße errichtet und diente der öffentlichen Wasserversorgung. Das genaue Entstehungsdatum ist nicht bekannt. Inschriften in den Steinplatten, die allerdings nur noch als Fragmente erhalten sind, ordnen es der Regierungszeit Alfons III. (848–910) zu. 1096 wurde es als fons incalata (Quelle mit Anrufung) zum ersten Mal schriftlich erwähnt. Bis Anfang des 20. Jahrhunderts wurde es als Waschhaus genutzt. Als man in den Jahren 1991 bis 1994 Ausgrabungen durchführte, entdeckte man ein 14 Meter langes und acht Meter breites Becken, das sich im Osten anschloss und in das Stufen führten.

## Architektur

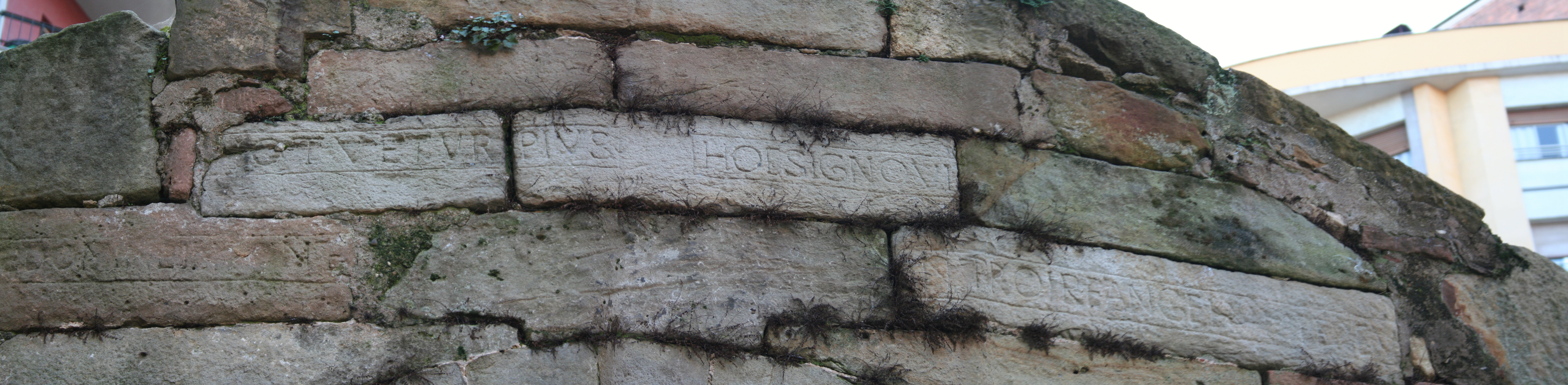
Inschriften

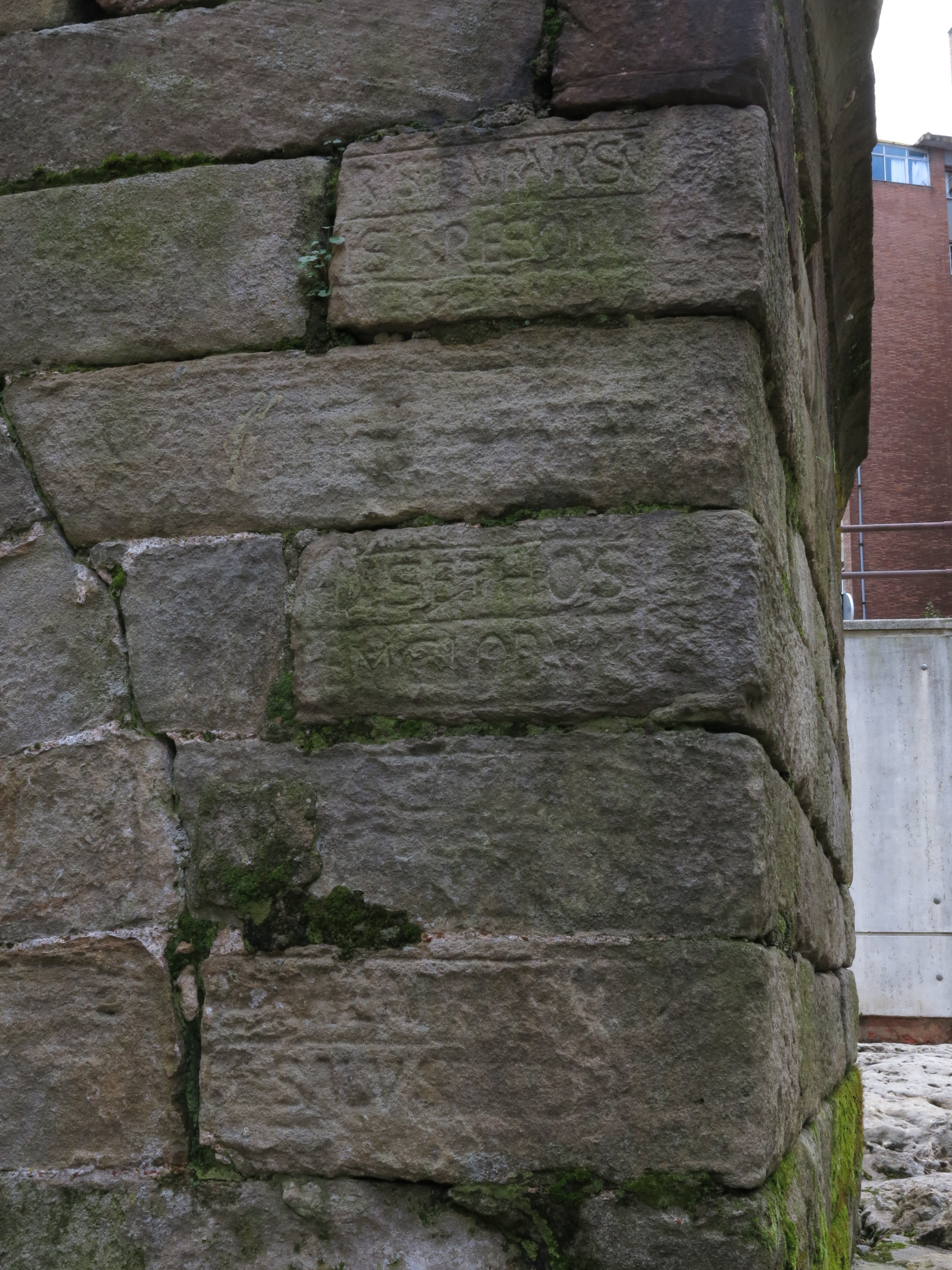
Inschriften

Bei dem Gebäude handelt es sich um eine Ädikula aus regelmäßig behauenen Sandsteinquadern mit Satteldach. Es weist einen rechteckigen Grundriss von vier mal drei Metern auf und ist vier Meter hoch. Das Fundament besteht aus zwei Kalksteinblöcken. An der Ostseite öffnet sich ein Bogen mit einem Schlussstein und 18 Wölbsteinen, an den sich innen ein Tonnengewölbe anschließt. Am Giebel ist ein lateinisches Kreuz eingemeißelt, das asturische Siegeskreuz, an dessen Armen die griechischen Buchstaben Alpha und Omega hängen. Darunter befinden sich die Fragmente einer lateinischen Inschrift, die in folgender Weise ergänzt und übersetzt wird: „Unter diesem Zeichen wird der Fromme beschützt. Unter diesem Zeichen wird der Feind besiegt.“ Diese Formel erscheint zum ersten Mal auf dem Engelskreuz, das aus der Regierungszeit von Alfons II. dem Keuschen (761/768–842) stammt und in der Cámara Santa der Kathedrale von Oviedo aufbewahrt wird. Die Inschrift auf den Steinen darunter lautet: „Herr, setze das Zeichen der Rettung in diese Quelle und erlaube dem unheilbringenden Engel nicht einzutreten.“ Sie findet sich auch in anderen Bauten aus der Zeit von Alfons III.